# Dendrolagus scottae
Dendrolagus scottae és una espècie de marsupial de la família dels macropòdids. És endèmic de Papua Nova Guinea. El seu hàbitat natural són els boscos secs tropicals o subtropicals. Està amenaçat per la pèrdua d'hàbitat.